# Цыпнаволок
Цыпнаволок (северносаам.  Sabbenjárga, Саббенйарга; фин.  Tsipniemi, Ципниэми) — село в Печенгском районе Мурманской области. Расположено на полуострове Рыбачий, на берегу Баренцева моря. 

## История
В 1867 году на мысу Цыпнаволок у залива Лауш было основано поселение норвежцев-рыболовов.
По данным 1929 года в селе было 114 норвежцев, что стало основанием для создания (в 1930 году) Норвежского национального сельсовета. Был организован рыболовецкий национальный колхоз «Полярная звезда». Однако официально норвежцы Цыпнаволока не считались национальным меньшинством, из-за чего в местной школе преподавание велось не на норвежском, а на русском языке.
В 1939—1940 годах Норвежский сельсовет был ликвидирован, а норвежцы выселены на юг Карелии, а затем в Архангельскую область. После войны норвежцам разрешили вернуться в Мурманскую область, но не в Цыпнаволок, где была размещена крупная войсковая часть, а в село Порт-Владимир.
Сейчас в Цыпнаволоке находятся войсковая часть, метеостанция, маяк.

## Климат
| Показатель              | Янв. | Фев. | Март | Апр. | Май | Июнь | Июль | Авг. | Сен. | Окт. | Нояб. | Дек. | Год |
| ----------------------- | ---- | ---- | ---- | ---- | --- | ---- | ---- | ---- | ---- | ---- | ----- | ---- | --- |
| Средняя температура, °C | −5,4 | −6,1 | −3,9 | −0,7 | 3,3 | 6,8  | 10,0 | 10,0 | 7,4  | 2,6  | −1,5  | −3,5 | 1,6 |
| Источник:               |      |      |      |      |     |      |      |      |      |      |       |      |     |

## Население
| 2002 | 2010 |
| ---- | ---- |
| 43   | ↘35  |

Численность населения, проживающего на территории населённого пункта, по данным Всероссийской переписи населения 2010 года составляет 35 человек, из них 29 мужчин (82,9 %) и 6 женщин (17,1 %). В посёлке на 2002 год проживало 43 человека.

## Галерея
- Маяк в посёлке
- Вид на мыс с маяка
- Пограничный столб-памятник
- Норвежская семья Ойен — одна из первых, переселившихся на Мурманский берег. 1930-е годы